# Nel blu dipinto di blu (chanson)
Pour les articles homonymes, voir Volare (homonymie) et Nel blu dipinto di blu.
Chansons ayant remporté le Festival de Sanremo et chansons représentant l'Italie au Concours Eurovision de la chanson
Corde della mia chitarra
(1957) Piove (Ciao ciao bambina)
(1959)
Nel blu dipinto di blu (prononcé : [nel ˈblu diˈpinto di ˈblu] ; « Dans le bleu peint en bleu » en italien), plus connue sous le titre Volare (« Voler » en italien) est la chanson phare de Domenico Modugno co-écrite en 1958, avec Franco Migliacci. Une version française est chantée par Dalida et Maria Lopez la même année sous le titre Dans le bleu du ciel bleu.
La version de Modugno de cette chanson se classe 3e à l'édition 1958 du Concours Eurovision de la chanson. Elle remporte le premier Grammy Award de l'enregistrement de l'année et le premier Grammy Award de la chanson de l'année, en 1959. C'est aussi la seule chanson non anglophone à avoir remporté de telles récompenses. La chanson a été classée première du Billboard Hot 100 pendant 5 semaines non consécutives en août et septembre 1958 et a terminé single de l'année.

## Concours de la chanson

### Concours Eurovision de la chanson
Après avoir remporté le festival de Sanremo 1958, la chanson Nel blu dipinto di blu interprétée par Domenico Modugno fut choisie pour représenter l'Italie au Concours Eurovision de la chanson 1958 qui avait lieu le 12 mars à Hilversum, aux Pays-Bas.
Elle est intégralement interprétée en italien, langue nationale, comme le veut la coutume avant 1966.
Il s'agit de la première chanson interprétée lors de la soirée, avant Corry Brokken qui représentait les Pays-Bas avec Heel de wereld. La chanson n'ayant pas été entendue dans tous les pays transmettant l'événement, en raison d'un défaut de transmission, elle a alors également été interprétée à la fin, avant que le vote ait lieu. À l'issue du vote, elle a obtenu 13 points, se classant 3e sur 10 chansons,.
Domenico Modugno est revenu au Concours Eurovision de la chanson l'année suivante en 1959 avec la chanson Piove (Ciao, ciao bambina) et en 1966 avec Dio, come ti amo.

## Classements

### Version de Domenico Modugno
| Classement (1958)                      | Meilleure position |
| -------------------------------------- | ------------------ |
| Belgique (Flandre Ultratop 50 Singles) | 5                  |
| États-Unis (Hot 100)                   | 1                  |
| France (IFOP)                          | 2                  |
| Norvège (VG-lista)                     | 2                  |
| Pays-Bas (Single Top 100)              | 2                  |
| Royaume-Uni (UK Singles Chart)         | 10                 |

### Version de Dalida
| Classement (1958)                       | Meilleure position |
| --------------------------------------- | ------------------ |
| France (IFOP)                           | 1                  |
| Belgique (Flandre Ultratop 50 Singles)  | 5                  |
| Belgique (Wallonie Ultratop 50 Singles) | 6                  |
| Québec                                  | 3                  |

## Reprises
Cette chanson a également été reprise par :
- 101 Strings Orchestra (en)
- Adriano Celentano
- Al Martino
- Albano Carrisi
- Alex Chilton
- Alex Prior
- Ambelique
- Andiamo
- André Hazes
- Andre Kostelanetz
- Barney Kessel
- Barry White
- Bill Jennings
- Bobby Rydell
- Bobby Solo (France : Tournée des idoles 2010)
- Bongo Botrako
- Brave Combo
- Captain Jack
- Caterina Valente
- Chet Atkins
- Claudio Baglioni
- Cliff Richard
- Connie Francis
- Cortijo y su combo
- Cyril Stapleton
- Dalida (sous le titre Dans le bleu du ciel bleu; n°1 en France)
- Dany Brillant
- David Bowie
- Dean Martin
- Diego de Cossio
- DJ BoBo
- Earl Grant
- El Gato's Rhythm Orchestra
- Ella Fitzgerald
- Emilio Pericoli
- Engelbert Humperdinck
- Fausto Coppi
- Ferrante & Teicher
- Frank Sinatra
- Frank Zappa
- G4
- Gianna Nannini
- Gigi D'Agostino
- Gilberto Gil
- Gipsy Kings
- Gipsy Rumba
- Gracie Fields
- Herman Foster
- Hit Crew
- Hugo Montenegro
- Il Volo
- Ismael Rivera
- Jerry Vale
- John Arpin
- Joni James
- Jose Marcello et son orchestre
- Julius LaRosa
- Ketsumeishi
- Kirby Stone
- Lionel Hampton
- Lisa Ono
- Lost Amigos & Ray Costello
- Louis Armstrong
- Lounge Noir
- Lucho Gatica
- Luciano Pavarotti
- Luis Mariano  (sous le titre Dans le bleu du ciel bleu)
- Malika Ayane
- Marco Missinato
- Maria Lopez
- Marino Marini
- Mario Peralta
- Masafumi Akikawa
- Melcochita
- Michael Junior
- Mina
- Nelson Riddle
- Nino Rossano
- Nino Porzio
- Noemi
- Oleksandr Ponomaryov
- Orchestra Del Sole
- Oscar Peterson
- Paul McCartney
- Petty Booka
- Petula Clark
- Pier Angeli
- Ray Conniff
- Real Orquesta Filarmonica de Madrid
- Richard Clayderman
- Richie Cole
- Rita Pavone
- Robert Wuhl (dans Hollywood Knights)
- Roger Williams
- Rosario E I Giaguari
- Russell Watson
- Sergio Franchi
- Sofia Rotaru
- Son Boricua
- Stefano Bollani
- Taxi Gang
- The Ames Brothers
- The Chelsea Strings
- The Jive Aces
- The McGuire Sisters
- The Platters
- The Peanuts
- The Romantic Strings
- The Sicilians
- The Starlite Singers
- Thomas Anders
- Tino Rossi
- Tiziana Ghiglioni
- Trini Lopez
- Trio Esperança
- Violines de Pego
- Vitamin C
- Wayne Newton
- Willy Alberti
- Ximena Sariñana
- Youth Brigade
- Yukihiro Takahashi
- Yvonne Catterfeld
- Simona Molinari
- Silvia Di Stefano